# Falco berigora
El halcón berigora (Falco berigora) es una especie de ave falconiforme de la familia Falconidae que vive en Nueva Guinea y Australia. Su nombre específico, berigora, deriva del nombre que los pueblos originarios daban a esa ave.
Difiere de otros halcones en alas más anchas y patas largas; tiene 50 cm de longitud. Aunque es el más grande de su género, suele cazar presas chicas. El halcón berigora usualmente hace nido en otros viejos abandonados por otras aves. Ocupa una extensa área de Australia continental.

## Subespecies
Se conocen tres subespecies de Falco berigora:
- Falco berigora novaeguineae - este y centro de Nueva Guinea y áreas costeras del norte de Australia.
- Falco berigora berigora - Australia (excepto el sudoeste) y Tasmania.
- Falco berigora occidentalis - sudoeste y centro-oeste de Australia.